# توم كراوس
توم كراوس (مواليد 22 يونيو 2001) هو لاعب كرة قدم ألماني يلعب في مركز خط الوسط في نادي آر بي لايبزيغ.

## وصلات خارجية
- توم كراوس على موقع الاتحاد الأوربي (الإنجليزية)
- توم كراوس على موقع قاعدة بيانات كرة القدم.إي يو (الإنجليزية)
- توم كراوس على موقع بيانات كرة القدم. دي إي (الألمانية)
- توم كراوس على موقع Soccerbase.com (لاعب) (الإنجليزية)
- توم كراوس على موقع Soccerway.com (الإنجليزية)
- توم كراوس على موقع عالم كرة القدم.نت (الإنجليزية)